# Eclipse de Mursili

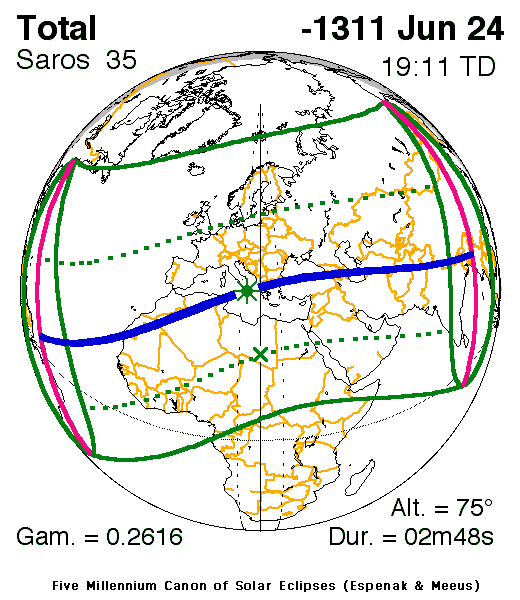
El eclipse en 1312 a. C., según la mayoría de hititólogos.

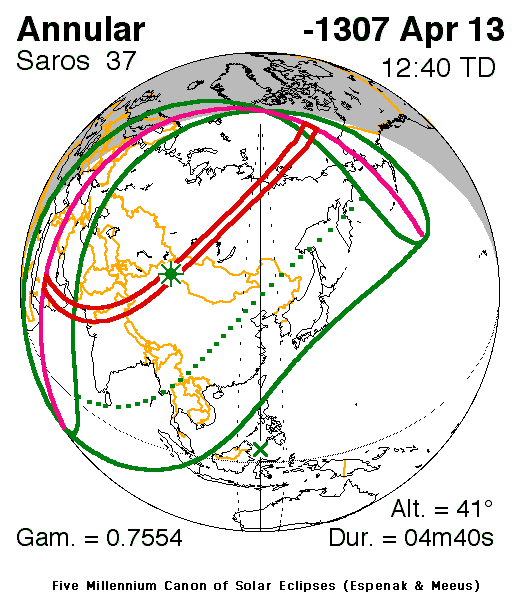
El eclipse en 1308 a. C., también pudo haber sido al que se refieren los anales.

El eclipse de Mursili fue un eclipse solar mencionado en los anales del rey hitita Mursili II que podría ser de gran ayuda en datar los hechos relatados en documentos de esa época.

## Descripción
Los anales reales hititas indican un «presagio del Sol» durante el décimo año de reinado de dicho monarca, mientras se aprestaba a lanzar una campaña contra los kaskas de Anatolia del Norte. Algunos autores, como Paul Astrom, o Trevor Bryce han atribuido este vaticinio a un eclipse.
Desde el punto de vista astronómico, solo existen dos fechas posibles para dicho eclipse:
- El 13 de abril del 1308 a. C. ―aceptado por Paul Åström (1993)―. Este eclipse no fue total sino anular, tuvo lugar al amanecer (el máximo sucedió a las 5:16 hora local) y solo oscureció el cielo en el sur de Arabia. En Anatolia y Siria se habría percibido únicamente la penumbra.
- El 24 de junio del 1312 a. C. ―aceptado por la mayoría de los hititólogos, como Trevor Bryce (1998)―. Este eclipse fue total, su máximo se verificó a las 11:44 hora local ―por lo que la oscuridad habría sido espectacular para el ejército de Mursili acantonado en Hattusa― y se produjo en el norte de Anatolia.